# شهرداری پارگاویا
شهرداری پارگاویا (به لاتین: Pārgauja Municipality) یک شهرداری در لتونی است. شهرداری پارگاویا ۴٬۵۰۲ نفر جمعیت دارد.